# Keith Wright (basket-ball)
Pour les articles homonymes, voir Keith Wright et Wright.
Keith Wright , né le 22 juillet 1989, à Suffolk, en Virginie, est un joueur américain de basket-ball. Il évolue au poste d'ailier fort.

## Biographie
Non drafté à sa sortie de l'université en 2012, Keith Wright participe avec les Mavericks de Dallas à la Summer League NBA. En octobre 2012, il signe son premier contrat professionnel avec Uppsala Basket, en Suède, pour la saison 2012-2013. À l'issue de la saison, il est désigné pivot de l'année 2013.
Le 16 juillet 2013, Wright rejoint le Czarni Słupsk en Pologne. Cependant, en janvier 2014, il quitte le club polonais pour retrouver Uppsala pour le reste de la saison 2013-2014.
Le 1er novembre 2014, Wright est sélectionné par les Spurs d'Austin lors du troisième tour du draft de la NBA Development League de 2014. En 46 matches de saison régulière pour Austin en 2014-2015, Wright enregistre une moyenne de 5,9 points et de 6,7 rebonds par match. Le 30 octobre 2015, Wright retrouve les Spurs. Le 23 février 2016, il est échangé aux Knicks de Westchester en échange de son ancien coéquipier à Harvard, Wesley Saunders (en). Le 25 février, il fait ses débuts pour Westchester lors d'une victoire 98-86 sur les Mad Ants de Fort Wayne, enregistrant quatre points, trois rebonds et un bloc en 12 minutes.
Le 3 avril 2017, Wright signe avec le Mahindra Floodbuster (en) aux Philippines. 
Pour la saison 2018-1919, Wright rejoint le Edge de Saint-Jean (en) de la Ligue nationale de basketball du Canada.

## Clubs successifs
- 2012-2013 :  Uppsala Basket (Basketligan)
- 2013-2014 :
  -  Czarni Słupsk (PLK)
  -  Uppsala Basket (Basketligan)
- 2014-2016 :  Spurs d'Austin (D-League)
- Fev2016-2017 :  Knicks de Westchester (D-League)
- 2017 :  Mahindra Floodbuster (PBA)
- 2017-2018 :  AO Kolossos Rodou (ESAKE)
- 2018-2019 : 
  -  Edge de Saint-Jean (LNB)
  -  La Union Formosa (LNB)
- 2019 :  Piratas de Los Lagos (Liga Sudamericana)
- 2019-2020 :  Knicks de Westchester (D-League) 2 matchs
- 2020-2021 :  Rostock Seawolves (Pro A)
- 2021-2022 : 
  -  MLP Academics Heidelberg (BBL)
  -  Stade rochelais Basket (NM1)
- 2022 :  Stade rochelais Basket (Pro B)
- Depuis jan 2023 :  ALM Évreux Basket (Pro B)

## Palmarès
- Jason Collier Sportsmanship Award 2017